# (38834) 2000 SP1
(38834) 2000 SP1 es un asteroide perteneciente al cinturón de asteroides, región del sistema solar que se encuentra entre las órbitas de Marte y Júpiter, descubierto el 18 de septiembre de 2000 por el equipo del Lincoln Near-Earth Asteroid Research desde el Laboratorio Lincoln, Socorro, Nuevo México, Estados Unidos.

## Designación y nombre
Designado provisionalmente como 2000 SP1. 

## Características orbitales
2000 SP1 está situado a una distancia media del Sol de 3,116 ua, pudiendo alejarse hasta 3,970 ua y acercarse hasta 2,262 ua. Su excentricidad es 0,274 y la inclinación orbital 20,224 grados. Emplea 2009,38 días en completar una órbita alrededor del Sol.

## Características físicas
La magnitud absoluta de 2000 SP1 es 14,25. Tiene 8,179 km de diámetro. Su albedo se estima en 0,055.